# Romeral (Perú)
Romeral es un caserío peruano ubicado en el distrito de Ayabaca, perteneciente a la provincia homónima del departamento de Piura, al norte del Perú. 

## Ubicación
Romeral se ubica al noreste de la provincia de Ayabaca, en el distrito de Ayabaca, en el departamento de Piura. Se ubica cerca a la frontera ecuatoriana-peruana.

## Demografía
En 2017 Romeral tenía una población de 146 habitantes.
| Gráfica de evolución demográfica de Romeral entre 1993 y 2017 |
|                                                               |
| Fuentes: Población 1993 y 2017                                |